# Jürgen Kohler
Jürgen "Kokser" Kohler, född 6 oktober 1965 är en tysk tränare och före detta fotbollsspelare.
Kohler var under 1990-talet en av världens bästa mittbackar. Han var bland annat markeringsspecialist och firade stora framgångar i såväl landslag som klubblag. Kohler har efter den aktiva karriären verkat som tränare (en kort sejour som förbundskapten för det tyska U21-landslaget) och som sportchef. 2005 blev Kohler tränare för MSV Duisburg. 

## Meriter
- Världsmästare 1990
- VM-turneringar: 1990, 1994, 1998
- Europamästare 1996
- EM-turneringar: 1988, 1992, 1996

- 105 A-landskamper (1986-1998)
- UEFA Champions League: 1997
- UEFA-cupen: 1993
- Tysk mästare 1990, 1995, 1996, 2002